# Хараламбос Холідіс
Хараламбос «Бабіс» Холідіс (грец. Χαράλαμπος «Μπάμπης» Χολίδης; нар. 1 жовтня 1956, Гур'єв, Гур'євська область, Казахська РСР, СРСР — 26 червня 2019, Афіни) — грецький борець греко-римського стилю, дворазовий бронзовий призер чемпіонату світу, дворазовий срібний та бронзовий призер чемпіонатів Європи, чемпіон світу серед військовослужбовців, дворазовий чемпіон та срібний призер Європейських ігор, бронзовий призер Кубку світу, дворазовий бронзовий призер Олімпійських ігор.

## Життєпис
Хараламбос Холідіс народився в Гур'єві, Радянський Союз (нині Атирау, Казахстан), 1 жовтня 1956 року. Після репатріації родини він почав займатися боротьбою в клубі «Атлас Калліфея» у 1968 році під керівництвом тренера Парасхоса Бораса. У той час Холідіс важив лише 24 кілограми. З 1972 по 1988 рік він неодноразово виступав під грецьким прапором, беручи участь у міжнародних турнірах з боротьби, чемпіонатах Європи та світу, а також у чотирьох Олімпійських іграх (Монреаль 1976, Москва 1980, Лос-Анджелес 1984 та Сеул 1988).
Найбільших успіхів Холідіс досяг на двох останніх Олімпіадах. На Олімпійських іграх у Лос-Анджелесі здобув бронзову нагороду у ваговій категорії до 57 кг, що стала третьою олімпійською медаллю з греко-римської боротьби в історії для Греції. У півфіналі грецький спортсмен боровся з японцем Масакі Ето, який відпочив, оскільки пройшов без поєдинку. Холідіс перед цим боровся і вибив шведа Бенні Юнгбека. Грецький борець вів за очками 6-0, але під кінець поєдинку вдалася взнаки втома і японець зрівняв рахунок 6-6, і згідно з тодішніми правилами, він кваліфікувався до фіналу, оскільки виконав потужніший прийом, який був вище оцінений за найкращий прийом грека. У боротьбі за бронзу Холідіс переміг румуна Ніколае Замфіра.
У 1988 році в Сеулі Хараламбос Холідіс був прапороносцем грецької делегації. У підгрупі вагової категорії до 57 кг він здобув чотири перемоги, але знову програв у півфіналі, на цей раз болгарину Стояну Балову. У втішному фіналі Холідіс переміг китайця Яна Чан Ліна з рахунком 6-1 та вдруге здобув бронзову олімпійську медаль. Ця нагорода стала єдиною для грецької делегації на Олімпіаді.
Окрім двох олімпійських титулів, Бабіс Холідіс виборов дві бронзові медалі на чемпіонатах світу (1978, 1986), дві срібні медалі (1983, 1986) та бронзову медаль на чемпіонаті Європи (1976). Він також здобув золоті медалі на Середземноморських іграх 1975 і 1979 років та срібну на іграх 1975 року у вільній боротьбі.
Панеллінська асоціація спортивної преси тричі визнавала його найкращим спортсменом Греції у 1978, 1983 та 1988 роках.
З 1998 по 2000 рік він був тренером чоловічої національної збірної разом із Дімітріосом Танопулосом та Арістідесом Григоракісом.
Служив у поліції.
Хараламбос Холідіс помер 26 червня 2019 року у віці 62 років. Він вів свою доньку на урок танців, коли відчув себе дуже погано. Під час перевезення до лікарні у нього зупинилося серце, і, незважаючи на всі зусилля, лікарям не вдалося його врятувати.
Згідно з рішенням муніципалітету Ахарнес та Генерального секретаріату спорту, критий спортзал цього району було названо Муніципальною гімназією Бабіса Холідіса на його честь.

## Спортивні результати на міжнародних змаганнях

### Виступи на Олімпіадах
| Змагання                    | Збірна | Вагова категорія                 | Місце                      |
| --------------------------- | ------ | -------------------------------- | -------------------------- |
| Літні Олімпійські ігри 1976 | Греція | греко-римська боротьба, до 52 кг | вибув після другого раунду |
| Літні Олімпійські ігри 1980 | Греція | греко-римська боротьба, до 52 кг | вибув після другого раунду |
| Літні Олімпійські ігри 1984 | Греція | греко-римська боротьба, до 57 кг | Бронза                     |
| Літні Олімпійські ігри 1988 | Греція | греко-римська боротьба, до 57 кг | Бронза                     |

### Виступи на Чемпіонатах світу
| Змагання                        | Збірна | Вагова категорія                 | Місце  |
| ------------------------------- | ------ | -------------------------------- | ------ |
| Чемпіонат світу з боротьби 1973 | Греція | греко-римська боротьба, до 48 кг | 6      |
| Чемпіонат світу з боротьби 1977 | Греція | греко-римська боротьба, до 52 кг | 5      |
| Чемпіонат світу з боротьби 1978 | Греція | греко-римська боротьба, до 52 кг | Бронза |
| Чемпіонат світу з боротьби 1981 | Греція | греко-римська боротьба, до 57 кг | 5      |
| Чемпіонат світу з боротьби 1982 | Греція | греко-римська боротьба, до 57 кг | 6      |
| Чемпіонат світу з боротьби 1985 | Греція | греко-римська боротьба, до 57 кг | 4      |
| Чемпіонат світу з боротьби 1986 | Греція | греко-римська боротьба, до 57 кг | Бронза |
| Чемпіонат світу з боротьби 1987 | Греція | греко-римська боротьба, до 57 кг | 11     |

### Виступи на Чемпіонатах Європи
| Змагання                         | Збірна | Вагова категорія                 | Місце  |
| -------------------------------- | ------ | -------------------------------- | ------ |
| Чемпіонат Європи з боротьби 1974 | Греція | греко-римська боротьба, до 48 кг | 4      |
| Чемпіонат Європи з боротьби 1975 | Греція | греко-римська боротьба, до 52 кг | 6      |
| Чемпіонат Європи з боротьби 1976 | Греція | греко-римська боротьба, до 52 кг | Бронза |
| Чемпіонат Європи з боротьби 1981 | Греція | греко-римська боротьба, до 57 кг | 11     |
| Чемпіонат Європи з боротьби 1983 | Греція | греко-римська боротьба, до 57 кг | Срібло |
| Чемпіонат Європи з боротьби 1986 | Греція | греко-римська боротьба, до 57 кг | Срібло |
| Чемпіонат Європи з боротьби 1987 | Греція | греко-римська боротьба, до 57 кг | 6      |
| Чемпіонат Європи з боротьби 1988 | Греція | греко-римська боротьба, до 57 кг | 6      |

### Виступи на Кубках світу
| Змагання                    | Збірна            | Вагова категорія                 | Місце  |
| --------------------------- | ----------------- | -------------------------------- | ------ |
| Кубок світу з боротьби 1982 | Європейський Союз | греко-римська боротьба, до 57 кг | Бронза |

### Виступи на Чемпіонатах світу серед військовослужбовців
| Змагання                                                  | Збірна | Вагова категорія                 | Місце  |
| --------------------------------------------------------- | ------ | -------------------------------- | ------ |
| Чемпіонат світу з боротьби серед військовослужбовців 1983 | Греція | греко-римська боротьба, до 57 кг | Золото |

### Виступи на Середземноморських іграх
| Змагання                    | Збірна | Вагова категорія                 | Місце  |
| --------------------------- | ------ | -------------------------------- | ------ |
| Середземноморські ігри 1975 | Греція | вільна боротьба, до 52 кг        | Срібло |
| Середземноморські ігри 1975 | Греція | греко-римська боротьба, до 52 кг | Золото |
| Середземноморські ігри 1979 | Греція | греко-римська боротьба, до 52 кг | Золото |
| Середземноморські ігри 1983 | Греція | греко-римська боротьба, до 57 кг | 5      |

### Виступи на інших змаганнях
| Змагання                             | Збірна | Вагова категорія                 | Місце  |
| ------------------------------------ | ------ | -------------------------------- | ------ |
| Гран-прі Німеччини з боротьби 1981   | Греція | греко-римська боротьба, до 57 кг | 8      |
| Гран-прі Німеччини з боротьби 1982   | Греція | греко-римська боротьба, до 57 кг | 5      |
| Суперчемпіонат світу з боротьби 1985 | Греція | греко-римська боротьба, до 57 кг | Золото |